# 8710 Hawley
8710 Hawley là một tiểu hành tinh vành đai chính, được phát hiện bởi Charles de Saint-Aignan ở Đài thiên văn Lowell, khi xem xét các phim chụp từ Palomar.

## Quỹ đạo
Sơ đồ quỹ đạo được vẽ theo JPL Small-Body Database Browser